# 백록정
백록정은 제주특별자치도 서귀포시 보목동 1443에 있는 국궁장이다.

## 개요
제주특별자치도 올레길 최절경이라는 서귀포 검은여마을에 있는, 대한민국 유일의 바닷가에 있는 궁도장이다.

## 같이 보기
- 한국의 국궁장 목록